# 이노우에 레이
이노우에 레이(井上玲音, 2001년 7월 17일 ~ )는 일본의 여성 아이돌 그룹 Juice=Juice의 멤버이자 전 코부시팩토리의 최연소 멤버, 전 오하걸 메이플이다. 연예사무소 업프런트 프로모션 소속.

## 개요
- 2012년 7월 29일, 나이스 걸 트레이닝에 채용되었다.
- 2014년 11월, 하로프로 연수생에 채용되었다.
- 2015년 1월 2일, 헬로! 프로젝트 콘서트에서 신유닛「코부시팩토리」결성이 발표되면서 이 유닛의 멤버가 되었다.
- 2015년 4월부터 2016년 4월 1일까지 2015년도「오하걸」에 채용돼,「오하스타」에 출연.
- 2020년 3월 30일, 코부시팩토리가 그룹 활동을 종료 및 해산으로 솔로로 활동하게 된다.
- 2020년 4월 1일, Juice=Juice 신멤버로 가입[1]. 가입까지의 준비 기간으로서 댄스나 보컬 레슨을 실시해, 6월의 미야모토 카린 졸업 후, 그룹에서의 활동을 본격 시동할 예정.

## 인물
- 취미는 노래 부르기, 댄스, 그림 그리기. 특기는 고속돌리기.
- 3자매의 막내로 장녀를 "언니", 차녀를 "언니쨩"라고 부른다.
- 어깨의 관절이 나긋나긋하다.

## 출연

### 텔레비전
- 오하스타 (2015년 4월 8일 ~ 2016년 4월 1일, 테레비도쿄)

### 라디오
- GIRLS♥GIRLS♥GIRLS =FULL BOOST= 「코부시팩토리의 밤하늘에서 만나요」(2018년 4월 19일 ~ 2020년 3월 26일, FM 후지) - 메인 MC
- GIRLS♥GIRLS♥GIRLS =FULL BOOST= 「이노우에 레이의 Music Letters」(2020년 4월 16일 ~ , FM 후지)

### 콘서트 · 라이브
- 하로프로연수생 발표회 2015 ~3월의 생계란 Show!~ (2015년 3월 8일 · 14일 · 22일, Zepp Tokyo · 미도회관 · 히가시 베츠잉 홀)
- M-line Special 2021 ~Make a Wish!~ (2021년 3월 20일, NHK 오사카 홀, 2회 공연 · 11월 28일, 야마구치 KDD 이신 홀, 2회 공연) - 게스트로서 출연(3월 20일 공연만 시크릿 게스트로서 출연).

### 무대
- 연극여자부 뮤지컬「Week End Survivor」(2015년 3월 26일 ~ 4월 5일, BIG TREE THEATER)

### Blu-ray
- Greeting ~히로세 아야카 · 이노우에 레이~ (2016년 9월 15일) - e-LineUP! 한정 판매

## 서적

### 사진집
- 히로세 아야카 · 이노우에 레이 미니 사진집「Greeting-Photobook-」(2017년 1월 14일, 오딧세이 출판)
- 1st 솔로 사진집「玲音」(2017년 11월 11일, 오딧세이 출판)
- 2nd 솔로 사진집「燿 ～You make me～」(2020년 1월 2일, 오딧세이 출판) ISBN 978-4-908643-47-7

## 참가 유닛
- 코부시팩토리 (2015년 ~ 2020년)
- 오하걸 메이플 (2015년 ~ 2016년)
- Juice=Juice (2020년 ~ )